# 1952년 하계 올림픽 스페인 선수단

스페인은 1952년 7월 19일부터 8월 3일까지 핀란드 헬싱키에서 열린 제15회 하계 올림픽에 참가했다.
| 선수 | 세부 종목 | 예선 | 예선 | 준결선 | 준결선 | 결선 | 결선 |
| 선수 | 세부 종목 | 기록 | 순위 | 기록   | 순위   | 기록 | 순위 |